# Лавнюженкова, Елена Александровна
Елена Александровна Лавнюженкова (род. 30 сентября 1935) — бригадир совхоза «Михейковский» Ярцевского района Смоленской области, полный кавалер ордена Трудовой Славы (1984).

## Биография
Родилась 30 сентября 1935 года в деревне Тахаево Духовщинского района Смоленской области в семье крестьянина.
Испытала трудное военное и послевоенное детство.
После семилетней школы поступила и в 1958 году окончила Шанталовский сельскохозяйственный техникум, получила диплом младшего агронома-полевода. Работала на целине по комсомольской путёвке.
В 1958—1960 годах работала агрономом колхоза в Новодугинском районе, а с 1961 по август 1963 года — бригадир комплексной бригады совхоза «Засижье» Ярцевского района. В 1963 году переехала с мужем в деревню Михейково Ярцевского района. Сначала была рабочей, затем возглавила овощеводческую бригаду совхоза «Михейковский».
С 1973 по декабрь 1985 года — бригадир полеводческой бригады совхоза «Михейковский» Ярцевского района Смоленской области. В 1977 году вступила в КПСС.
Указами Президиума Верховного Совета СССР от 14 февраля 1975 года и от 23 декабря 1976 года награждена орденами Трудовой Славы 3-й и 2-й степени.
Указом Президиума Верховного Совета СССР от 6 июня 1984 года за высокие показатели и трудовую доблесть, проявленную в выполнении планов и социалистических обязательств по увеличению производства и продажи государству зерна, картофеля и других продуктов земледелия в 1983 году Лавнюженкова Елена Александровна награждена орденом Трудовой Славы 1-й степени. Стала полным кавалером ордена Трудовой Славы.
С декабря 1985 по октябрь 1986 года — председатель профкома совхоза «Михейковский». С октября 1986 по 1990 год — диспетчер этого же совхоза.
Три раза становилась участницей Выставки достижений народного хозяйства (ВДНХ).
С 1990 года — на пенсии. Проживает в деревне Михейково Ярцевского района Смоленской области.

## Награды и звания
Награждена орденами Трудовой Славы 1-й, 2-й, 3-й степеней: 3 ст. 14.02.1975 № 12832
2 ст. 23.12.1976 № 17
1 ст. 06.06.1984 № 72
- Медаль «За трудовую доблесть»
- медалями[1].
- «Заслуженный работник сельского хозяйства РСФСР» (1980)[1].